# 克拉克湖國家公園和自然保護區
克拉克湖國家公園和自然保護區（英語：Lake Clark National Park and Preserve）是位於美國阿拉斯加州西南部的一個國家公園。克拉克湖國家公園成立於1980年。國家公園的名稱來自於公園內的克拉克湖。克拉克湖國家公園無法通過陸路到達，只能通過船舶或小型飛機抵達。2012年，有11,639名遊客參觀克拉克湖國家公園。

## 外部連結
- Lake Clark National Park and Preserve （页面存档备份，存于） National Park Service website
- Lake Clark National Park and Preserve（页面存档备份，存于） at the National Park Service Alaska Regional Office
- / A satellite view of Lake Clark NP with points of interest